# Nicolae Moga
Nicolae Moga (ur. 25 października 1952 w Konstancy) – rumuński polityk, inżynier i menedżer, senator, w lipcu 2019 minister spraw wewnętrznych.

## Życiorys
W latach 1973–1977 studiował na wydziale energetycznym Instytutu Politechnicznego w Bukareszcie, specjalizując się w elektrowniach cieplnych. W 2006 uzyskał licencjat z prawa na Universitatea Ecologică din București, kształcił się tam także podyplomowo w zakresie zarządzania i finansów lokalnych. Od 1977 do 1991 zatrudniony kolejno w elektrowniach w Turceni i Năvodari oraz w elektrowni jądrowej Cernavodă, m.in. jako kierownik brygady. W ostatniej z nich od 1986 był zastępcą dyrektora ds. zarządzania. W latach 1991–2008 pracował jako menedżer w przedsiębiorstwie transportowo-budowlanym, przez cztery lata kierował też lokalną telewizją Neptun w Konstancy.
Początkowo związany ze środowiskami liberalnymi, od 1991 do 1993 zajmował stanowisko zastępcy prefekta okręgu Konstanca. W 2003 wstąpił do Partii Socjaldemokratycznej. Od 2003 do 2004 ponownie był zastępcą prefekta, następnie zasiadał w radzie miejskiej Konstancy. W 2008, 2012, i 2016 wybierano go do Senatu VI, VII i VIII kadencji, od 2012 do 2016 był jego wiceprzewodniczącym. 24 lipca 2019 objął stanowisko ministra spraw wewnętrznych w gabinecie Vioriki Dăncili. Zrezygnował z niego już po 6 dniach po kontrowersyjnej wypowiedzi w sprawie morderstwa rumuńskiej nastolatki Alexandry Măceșan.